# Trop n'est pas assez
Trop n'est pas assez (en allemand : Heute ist der letzte Tag vom Rest deines Lebens, littéralement : « Aujourd'hui est le dernier jour du reste de ta vie ») est un album de bande dessinée autobiographique d'Ulli Lust.

## Publication
L'album a été publié en Allemagne à l'automne 2009 aux éditions Avant-Verlag. L'édition française est sortie le 18 novembre 2010 aux éditions Çà et là.

## Histoire
Dans Trop n'est pas assez, Ulli Lust, qui a la quarantaine au moment de l'écriture, revient sur un épisode qu'elle a vécu à la fin de son adolescence. En 1984, elle a alors 17 ans, et gravite dans la scène punk de Vienne (Autriche). Sur un coup de tête, elle décide avec une amie de partir à pied pour l'Italie, sans argent ni papiers. Elle vit de la mendicité, notamment à Vérone et à Rome. Elle se rend ensuite en Sicile, où elle va avoir maille avec des personnes liées à la mafia. Au cours de son périple, elle fait de nombreuses rencontres, notamment d'hommes qui ne pensent majoritairement qu'à avoir une relation sexuelle avec elle.
Trop n'est pas assez est un récit sans concession, précis et souvent cru. Se basant sur le carnet de voyage qu'elle tenait à l'époque, Ulli Lust n'hésite pas à montrer les pires aspects de son aventure, les nombreux dangers et problèmes affrontés, la plongée dans la drogue et la prostitution évitée de peu, jusqu'au drame d'un viol. Elle n'est toutefois pas systématiquement négative, évoquant aussi de belles rencontres et la sensation de liberté certes cher payée qui caractérise son voyage. En décrivant ce parcours initiatique, Ulli Lust met en évidence la naïveté de la jeune fille qu'elle était alors et l'analyse de manière critique avec son regard d'adulte.

## Récompenses
- 2010 : 
  -  Prix Max et Moritz du public[4]
  -  Prix ICOM de la bande dessinée indépendante[5]
- 2011 : 
  -  Prix Artémisia[6] ;
  -  Prix révélation du Festival d'Angoulême[7]
- 2013 : 
  -  Prix Ignatz du meilleur roman graphique[réf. souhaitée]
  -  Prix Urhunden du meilleur album étranger[réf. souhaitée]
- 2014 :  Prix littéraire du LA Times, catégorie « roman graphique »[8]